# Широкий Карамыш
Широкий Карамыш — село в Лысогорском районе Саратовской области. Административный центр Ширококарамышского сельского поселения (Ширококарамышское муниципальное образование).

## География
Село Широкий Карамыш находится на правом берегу реки Карамыш, близ впадения её в реку Медведицу в 28 км к юго-востоку от райцентра и ближайшей железнодорожной станции Лысые Горы.

## Название
Карамыш, Кармыш — тюркское имя, которое было широко распространено и среди русских, общавшихся с татарами. В переводе — 'посмотревший' в смысле 'увидевший свет'; присваивалось новорожденному. (Ф) По Н. А. Баскакову, имя — из тюркского корумуш — 'защитивший' или карымыш — 'состарившийся', но фонетически вероятнее из карамыш — 'увидевший'? У русских фамилия Карамышев документирована с 1410 года; нижегородский боярин Семен Карамышев.

## Население
| 1939 | 1959  | 2002  | 2010  |
| ---- | ----- | ----- | ----- |
| 2082 | ↗2157 | ↘1511 | ↘1429 |

## История
Основано в 1553 году на земле, принадлежащей Нарышкину, от которого перешло к князю Кочубею.
Есть упоминание о жителях села Широкий Карамыш у Александра Борисова в биографических воспоминаниях «Будни экспроприации» за 1917—1918 годы.
...активисты решили ограбить мельницу Зинера. Вооруженные, они ворвались в мельницу, начали резать добротные кожаные приводные ремни и рвать сита, сквозь которые просеивалась мука. Но в это время на мельнице было много мужиков-помольцев из близлежащего села Широкого Карамыша. Это село имело стойкий и храбрый народ, в большинстве зажиточный...
Из села Широкого Карамыша к ним на помощь прискакали верхами односельчане с вилами, железными крюками и деревянными вескими дубинами, а кое-кто имел и припрятанное огнестрельное оружие. Коммунисты, выбитые с мельницы, которую они пытались поджечь, засели в кустах, камыше и других укрытиях, обстреливая широкинских мужиков, из которых многие были ранены, но убитых не было. Со стороны коммунистов, работавших на мельнице, из нашей деревни Каменка кочегар Тишка Грязный был насмерть заколот вилами. Долго искали убийцу, но найти не могли. Дружный широкинский народ не выдал своего соратника...
В 1935—1960 годах являлся центром Широко-Карамышского района.

## Административное устройство
Село Широкий Карамыш — центр Ширококарамышского сельского поселения, куда входят село Белое Озеро, поселки Парижская Коммуна, Барсучий.

### Улицы села Широкий Карамыш
Улицы и адреса организаций села Широкий Карамыш
Вишнёвая улица: ООО «Шанс 2006» д.14
Заводская Улица:
1. ООО "Ширококарамышский консервный завод-2001" д.2, Тел. 8-927-277-30-60, факс (845-51) 3-33-33 e-mail: an@trilitra.ru
2. ООО «Плодородие» д.46А
Колхозная улица
Крайняя улица
Красноармейская улица
Луговой переулок
Мира улица
Молодёжная улица
Мостовая улица
Набережная улица
Новая улица: Детский сад «Колокольчик» д.2
Победы улица
Садовая улица: Средняя школа д.37
Сиреневая улица
Советская улица:
1. Аптечный пункт ООО «Фармволга» д.64
2. Товарищество собственников жилья «Карамыш» д.78
3.Администрация Ширококарамышского окр; д.78; Тел: +7(84551)33130, факс: +7(84551)21044
4. ООО «Татьяна» д.101
Урицкого улица:

1. Отделение почтовой связи +7 (84551) 33192 Почтовый индекс 412882
Южная улица
Южный переулок
Посёлок «Парижская коммуна»

## Современное состояние
В селе имеются плодоовощеконсервный завод (ООО «Ширококарамышский консервный завод-2001»), школа, Дом культуры, больница,  отделение связи, предприятия торговли. В окрестностях села обширный массив леса, заказник Чунаки, памятник природы Белое Озеро.